# Schinostethus brevis
Schinostethus brevis là một loài bọ cánh cứng trong họ Psephenidae. Loài này được Lewis miêu tả khoa học đầu tiên năm 1895.